# Algoritmo de Floyd-Steinberg
El  algoritmo de Floyd-Steinberg  se utiliza en Procesamiento digital de imágenes. Este algoritmo realiza un tramado para la difusión del error de cuantificación de un píxel con sus vecinos. En concreto, 7/16 de su error, se añadirá al píxel de la derecha, 3/16 al píxeles de la parte inferior izquierda, 5/16 al píxel de la parte inferior y 1/16 al píxel de la parte inferior derecha .

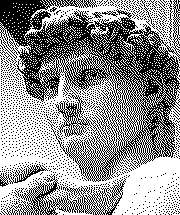
Imagen de 1 bit tratada mediante el algoritmo de Floyd-Steinberg

Por ejemplo, considérese la matriz de los valores de los píxeles siguiente:
{\displaystyle {\begin{bmatrix}0.00&0.00&0.00\\0.00&1.00&0.00\\0.00&0.00&0.00\end{bmatrix}}}
Si el valor del centro es cuantizado a cero y el error se difunde por el algoritmo de Floyd-Steinberg, la matriz resultante será la que se muestra a continuación:
{\displaystyle {\begin{bmatrix}0.00&0.00&0.00\\0.00&0&0.44\\0.19&0.31&0.06\end{bmatrix}}}
Este algoritmo puede utilizar por una simple resolución del problema del camino más corto de la Teoría de Grafos.

## Nota
- Datos: Q1324107
- Multimedia: Floyd-Steinberg algorithm / Q1324107